# Stddef.h
stddef.h — заголовочный файл стандартной библиотеки языка программирования С, определяющий макросы NULL и offsetof, а также типы ptrdiff_t, wchar_t и size_t.

## Включение
Для использования заголовочного файла «stddef.h» в коде на языке C используется директива препроцессора:
```
#include
 
<stddef.h>

```

Стандарт языка C++ определяет эквивалентный заголовочный файл «cstddef», подключаемый директивой:
```
#include
 
<cstddef>

```

## Пространство имён
Основное отличие «stddef.h» от «cstddef» заключается в том, что в «cstddef» определения типов размещены в пространстве имён std. То есть, в C++ определены std::size_t и std::ptrdiff_t вместо size_t и ptrdiff_t.

## NULL
Константа #define препроцессора, обозначающая константный нулевой указатель и определённая одним из следующих способов (в зависимости от компилятора и языка).
```
#define NULL ((void*)0)

#define NULL 0

#define NULL 0L

```

## offsetof(type, member)
Макрос препроцессора, определённый стандартом ANSI C и возвращающий значение типа size_t. Макрос вычисляет смещение в байтах поля структуры или объединения от начала структуры или объединения.
Классическая реализация макроса работала с компиляторами, не проверяющими типы указателей, и основана на получении смещения поля структуры, размещёной в памяти по нулевому адресу:
```
#define offsetof( st, m ) ( (size_t) (& ((st *)0)->m ) )

```

Нулевой указатель преобразуется к указателю на структуру st. Затем оператор «&» получает адрес поля m указанной структуры.
Современные компиляторы реализуют макрос с помощью встроенных функций. Например, реализация gcc выглядит следующим образом:
```
#define offsetof( st, m ) __builtin_offsetof( st, m )

```

Использование встроенной функции имеет несколько преимуществ. Например, для кода на C++ не вызывается перегруженный оператор «&».
Макрос offsetof() позволяет писать код, работающий с разными структурами данных (см. обобщённое программирование). Например, в коде ядра ОС Linux с помощью offsetof() реализован макрос container_of(), получающий указатель на структуру по указателю на её поле:
```
#define container_of( ptr, type, member ) \

   ( \

      { \

         const typeof( ((type *)0)->member ) *__mptr = (ptr); \

         (type *)( (char *)__mptr - offsetof( type, member ) ); \

      } \

   )

```

```
#include
 
<stddef.h>

#include
 
<stdio.h>

int
 
main
()

{

	
struct
 
car

	
{

		
char
 
brand
[
31
];

		
char
 
hp
[
30
];

		
double
 
price
;

		
double
 
tmp
;

	
}
 
t
;

	
//смещение относительно начала.

	
printf
(
"%lu
\n
"
,
 
offsetof
(
struct
 
car
,
 
brand
));

	
printf
(
"%lu
\n
"
,
 
offsetof
(
struct
 
car
,
 
hp
));

	
printf
(
"%lu
\n
"
,
 
offsetof
(
struct
 
car
,
 
price
));

	
printf
(
"%lu
\n
"
,
 
offsetof
(
struct
 
car
,
 
tmp
));

	
printf
(
"
\n
"
);

	
//размеры членов структуры

	
printf
(
"%lu
\n
"
,
 
sizeof
 
(
t
.
brand
));

	
printf
(
"%lu
\n
"
,
 
sizeof
 
(
t
.
hp
));

	
printf
(
"%lu
\n
"
,
 
sizeof
 
(
t
.
price
));

	
printf
(
"%lu
\n
"
,
 
sizeof
 
(
t
.
tmp
));

	
// размер занимаемый структурой в памяти.

	
printf
(
"sizeof struct = %lu
\n
"
,
 
sizeof
(
struct
 
car
));
 

	

}

```

В реализации используется оператор typeof(), не описанный в стандарте языка C.
Пример использования макроса container_of().
```
struct
 
my_struct
 
{

   
const
 
char
 
*
 
name
;

   
struct
 
list_node
 
list
;

};

extern
 
struct
 
list_node
 
*
 
list_next
 
(
 
struct
 
list_node
 
*
 
);

void
 
example
 
()
 
{

   
struct
 
list_node
 
*
 
current
 
=
 
/* ... */

   
while
 
(
 
current
 
!=
 
NULL
 
)
 
{

      
struct
 
my_struct
 
*
 
element
 
=
 
container_of
(
 
current
,
 
struct
 
my_struct
,
 
list
 
);

      
printf
(
 
"%s
\n
"
,
 
element
->
name
 
);

      
current
 
=
 
list_next
(
 
&
element
->
list
 
);

   
}

}

```

В примере перебираются элементы связного списка, по указателю на поле list вычисляется указатель на структуру my_struct.

## Тип size_t
Тип size_t беззнаковый, создан специально для хранения размера объектов любых типов и имеет достаточную для этого разрядность. Разрядность зависит от платформы: на 32-битных платформах может составлять 32 бита, на 64-битных — 64 бита. Значения этого типа возвращают операторы sizeof(), _Alignof() и макрос offsetof. Максимальное значение равно SIZE_MAX (константа #define из файла «stdint.h»).
Стандарт POSIX определяет знаковый тип ssize_t (файл «unistd.h» для ОС UNIX или файл «stddef.h» для GNU C). Тип ssize_t является типом size_t со знаком. Комментарий в файле «sys/types.h» гласит, что ssize_t используется для подсчёта байт и выявления ошибок, может хранить значения по крайней мере от -1 до SSIZE_MAX.

## Тип wchar_t
Тип wchar_t создан для хранения «широкого символа» (англ. wide character), определён в файлах «stddef.h» и «wchar.h». Разрядность «широкого символа» зависит от реализации компилятора.

## Тип ptrdiff_t
Тип ptrdiff_t создан для хранения разности между двумя указателями. Разрядность типа ptrdiff_t зависит от платформы и реализации компилятора.